# Lusekofta

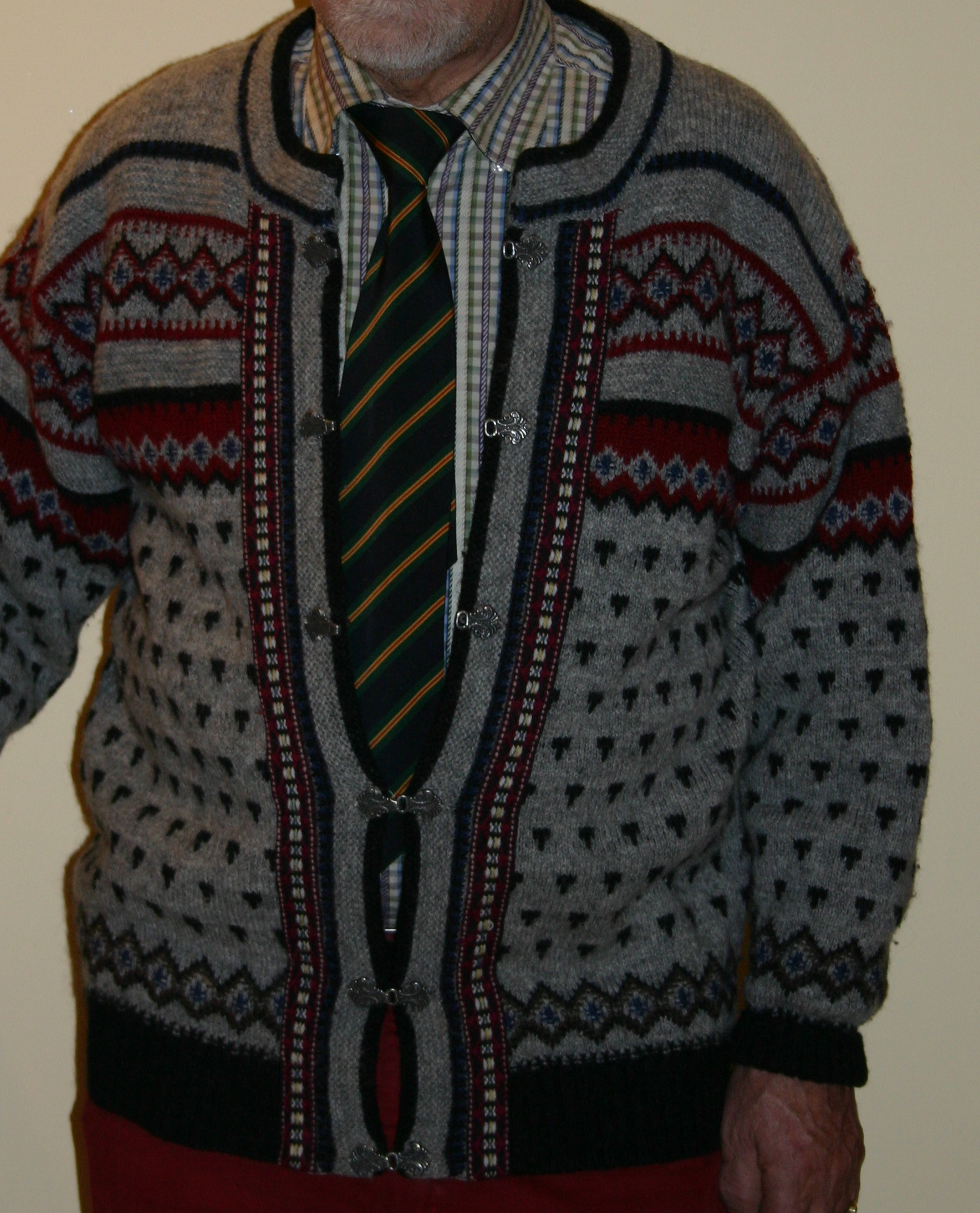
En modern lusekofta

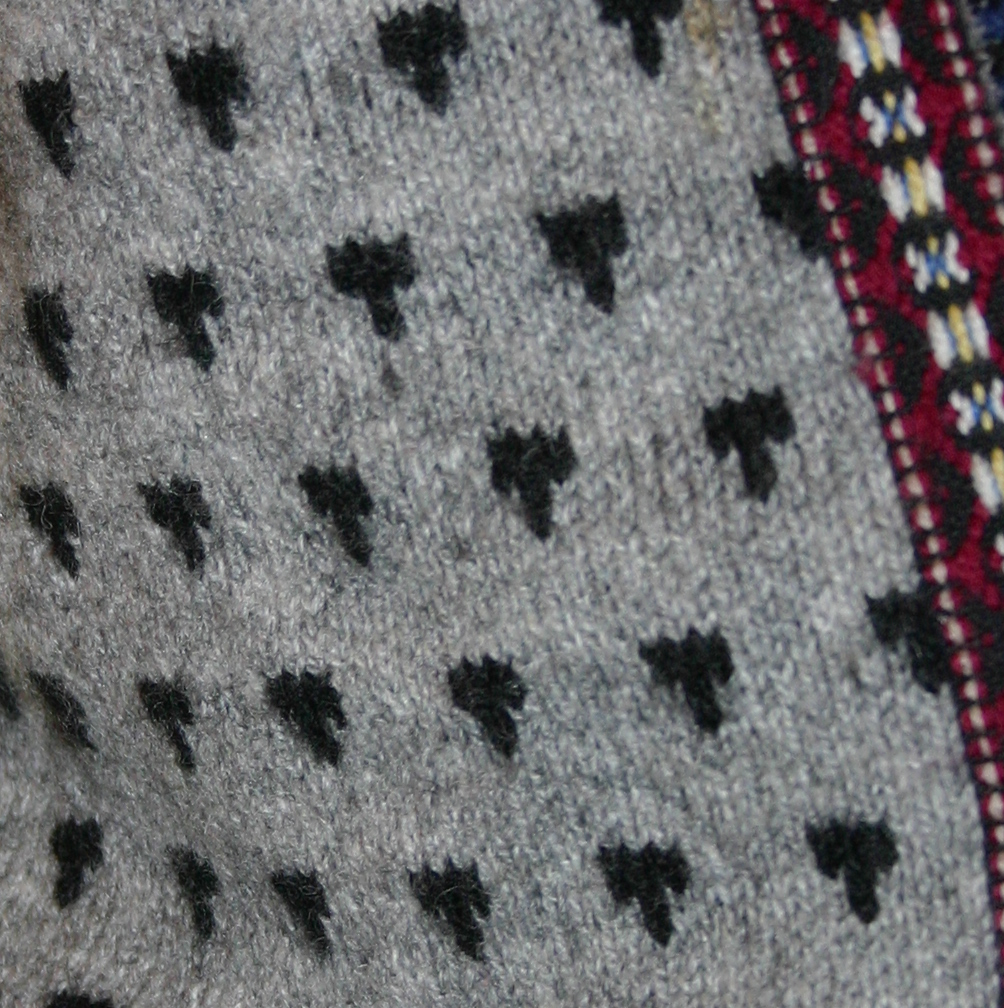
Detaljerna i en lusekofta. Dessa löss är lite större än de traditionella.

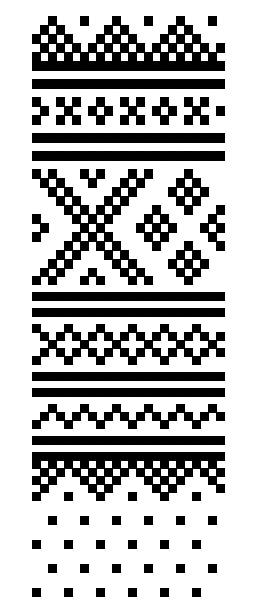
Klassiskt mönster från lusekofta från Setesdalen, Norge. Detta mönster används på bålens övre del.

En lusekofta (setesdalsgenser) är ett traditionellt norskt plagg som härstammar från 1800-talet.
Lusekoftan är en långärmad stickad tröja i ylle. Den går ofta i svarta, grå och vita nyanser (ullens naturliga färger).
Lusekoftan härstammar från en stickad tröja som används i den manliga folkdräkten i Valle, Setesdalen i Aust-Agder fylke i Norge. Den är dokumenterad tillbaka till 1848. Hur mönstret uppkom är inte bevisat men är förmodligen inspirerad av de tidiga så kallade nattröjorna som var stickade i silke. Dessa nattröjor användes som underplagg och ansågs mycket exklusiva. De var mönsterstickade där mönstret, som ofta bestod av så kallade åttebladrosor, stickades med aviga maskor på en slätstickad botten. Så småningom spred sig detta mode från högreståndsbefolkningen till allmogen. I Norge resulterade detta i att mönstret förvandlades till tvåfärgstickning, förmodligen i sin tur även inspirerad av Fair Isle-mönster och de traditionella fiskartröjorna från Island, Holland och Frankrike.
Det berömda lus-mönstret, med enstaka maskor som ser ut som små löss, har också uppkommit genom inspiration från andra stickmönster. Tröjan stickades i svart ullgarn med mönstret i vitt och användes också först under folkdräktens jacka. Så småningom användes den utan jacka över. Eftersom folkdräktens byxor har en hög midja, doldes tröjans underdel och stickades därför vit, den skulle ju inte synas och kunde därför vara enklare. Tröjans sprund och manschetter är rikt broderade med den traditionella broderitekniken från området, "løyesaum", där motivet består av blomstermotiv i starka färger. Sprundet hålls ihop med tennspännen. Eftersom stickmaskinen tidigt kom till Norge, är det antaget att många lusekoftor stickades på maskin.
Mönstret publicerades i Annichen Sibbern Bøhns bok "Norske strikkemønstre" 1929. Mönstret togs under 1920-talet upp av garnproducenter som också gav ut stickbeskrivningar. Den öppna koftan skapades först i början av 1930-talet och det var först 1935 som kvinnor började bära lusekofta, nu som sportplagg. Fler och fler varianter av mönster skapades. År 1952 skapades varianten med den så kallade "marius-gensern", stickad av den norske slalomåkaren och OS-guldmedaljören Marius Eriksens mor Bitten Eriksen. Mönstret räknas idag som ett av de mest populära.
Lusekoftan, med sina många varianter, räknas idag som en viktig del av det norska kulturarvet.